# Cumerio
Cumerio was een koperbedrijf, dat in 2005 ontstond door de afsplitsing van de koperactiviteit van Umicore. Het nieuwe bedrijf kreeg de naam Cumerio. Umicore zocht zonder succes naar partners voor Cumerio. Het bedrijf kreeg een eigen beursnotering en was genoteerd op Euronext Brussel van 29 april 2005 tot 8 april 2008. Cumeria verdween na een fusie met Norddeutsche Affinerie AG in Aurubis.

## Activiteiten
Cumerio is actief op het gebied van smelten, raffineren en recycleren van koper. Het hoofdkwartier bevindt zich in Brussel. Productievestigingen zijn er te:
- Olen (België): raffinaderij (elektrolyse) van koperanodes tot hoogzuivere koperkathodes; productie van walsdraad
- Pirdop (Bulgarije): raffinaderij (smelterij) voor de productie van koperanodes
- Avellino (Italië): productie van draad en walsdraad
- Yverdon-les-Bains (Zwitserland): Swiss Advanced Materials SA (SAM SA), productie van complexe profielen.

## Overname door Norddeutsche Affinerie
In juni 2007 gaf de Duitse koperverwerker Norddeutsche Affinerie AG (NA) te kennen geïnteresseerd te zijn in een overname van Cumerio. Op 23 januari 2008 keurde de Europese Commissie het voorstel goed. Op 28 januari 2008 lanceerde NA haar overnamebod, van 30 euro per aandeel. Op 12 maart 2008 had NA meer dan 95% van de Cumerio-aandelen in bezit. Daarop deed NA met succes een uitkoopbod op de resterende aandelen, ook voor 30 euro per aandeel. Op 8 april 2008 werd het Cumerio-aandeel van de beurs gehaald. De laatste notering was 28,80 euro per aandeel (de eerste notering, op 29 april 2005, was 10,50 euro).
Op 14 april 2008 werd Cumerio een onderdeel van de NA Groep. Hiermee zou die de grootste koperproducent van Europa worden. Het was de bedoeling dat ze zou omgevormd worden tot een Europees bedrijf, met een nieuwe naam en hoofdkwartier in Hamburg. Op 1 april 2009 werd de naamsverandering doorgevoerd en werden Norddeutsche Affinerie en Cumerio samen Aurubis.